# Список олимпийских чемпионов от Украины

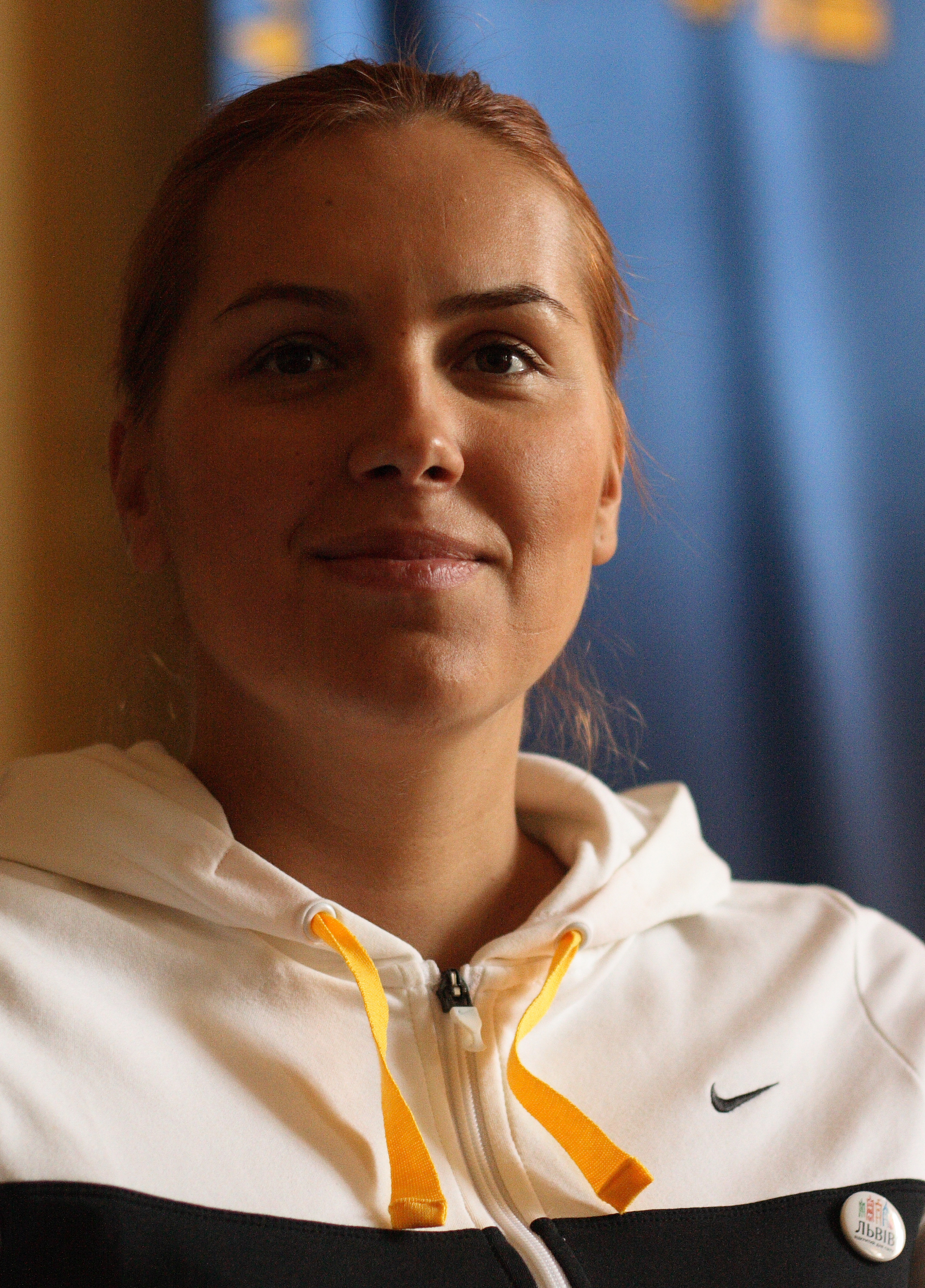
4-кратная олимпийская чемпионка по плаванию Яна Клочкова

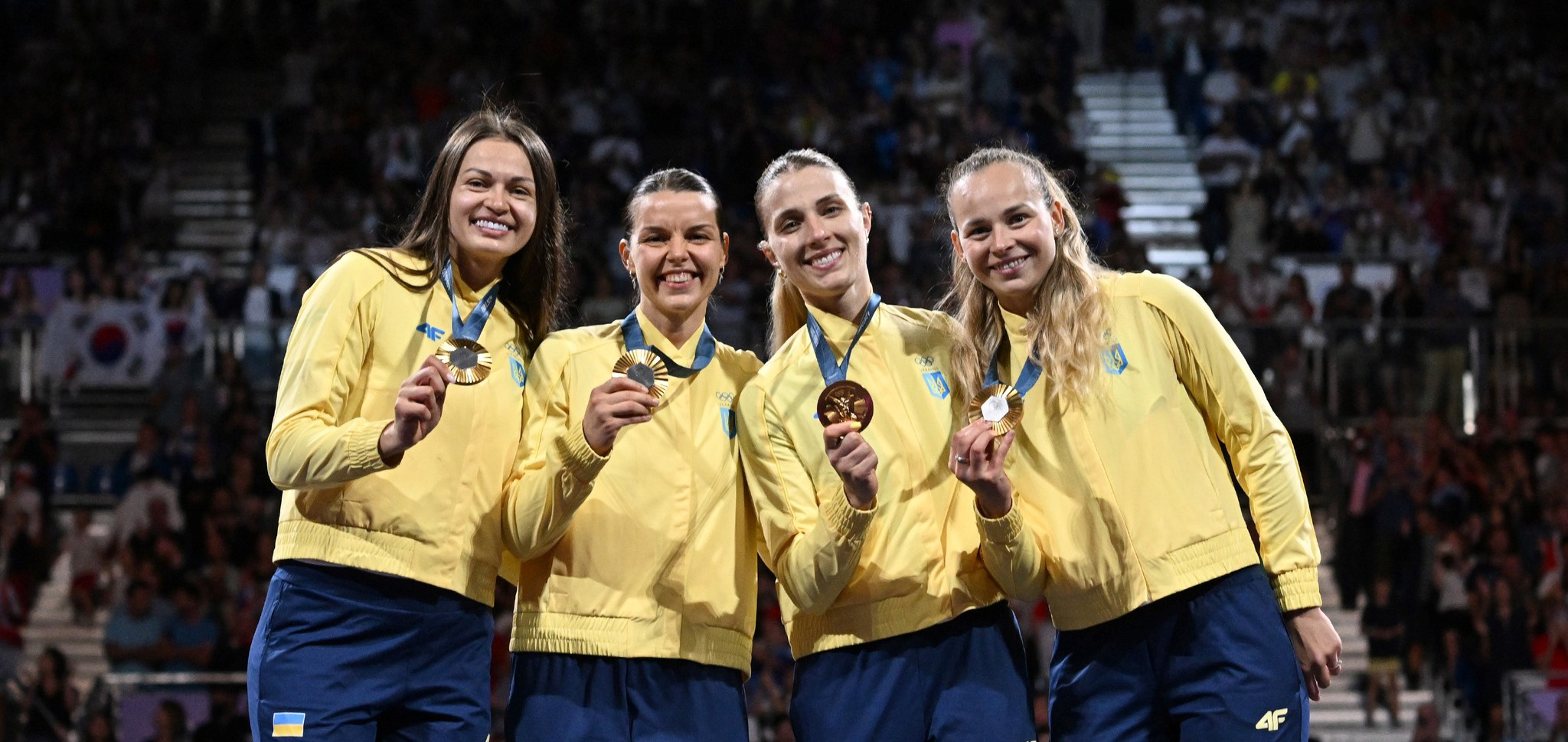
Сборная Украины, выигравшая золото в командной сабле на Олимпийских играх 2024 года

Это список спортсменов, которые выиграли как минимум одну золотую олимпийскую медаль на летних или зимних Играх, представляя Украину.
По итогам восьми летних Олимпийских игр (1996—2024) чемпионами стал 41 украинский спортсмен (19 мужчин и 22 женщины). Ещё два спортсмена выиграли золото, но позднее были лишены его за применение допинга. По итогам восьми зимних Олимпийских игр (1994—2022) чемпионами стали 6 украинских спортсменов (1 мужчина и 5 женщин). 
Пять спортсменов выиграли более одной золотой медали: пловчиха Яна Клочкова (4), боксёр Василий Ломаченко (2), гимнастка Лилия Подкопаева (2), каноист Юрий Чебан (2), фехтовальщица Ольга Харлан (2). Таким образом, 47 чемпионов суммарно получили 54 золотые награды. Всего украинцы выиграли 41 дисциплину (38 на летних Играх и 3 на зимних Играх).
Первой олимпийской чемпионкой независимой Украины стала фигуристка Оксана Баюл, первым чемпионом летних Игр стал борец греко-римского стиля Вячеслав Олейник.
Самой молодой спортсменкой на день выигрыша медали стала фигуристка Оксана Баюл, которая выиграла медаль в возрасте 16 лет и 101 день, самыми молодыми чемпионками летних Игр стали гимнастка Лилия Подкопаева и фехтовальщица Ольга Харлан (обе выиграли медали в возрасте 17 лет и 345 дней), самым возрастным олимпийским чемпионом стал стрелок Артур Айвазян, выигравший золото в возрасте 35 лет и 214 дней.
Самым молодым чемпионом на сегодняшний день является прыгунья в высоту Ярослава Магучих (23 года 176 дней), а самым возрастным — борец Вячеслав Олейник (58 лет 321 день).

## Список
Отсортировано по фамилиям в алфавитном порядке

### Летние Олимпийские игры
| Спортсмен(-ка)          | Дата рождения    | Дата смерти | Вид спорта                | Игры                          | Золото                                                                                  | Другие НОК                  | Ссылка |
| ----------------------- | ---------------- | ----------- | ------------------------- | ----------------------------- | --------------------------------------------------------------------------------------- | --------------------------- | ------ |
| Артур Айвазян           | 14 января 1973   |             | Стрелковый спорт          | 2000 2004 2008 2012           | 2008 — винтовка лёжа, 50 м                                                              |                             |        |
| Юлия Бакастова          | 26 июня 1996     |             | Фехтование                | 2024                          | 2024 — командная сабля                                                                  |                             |        |
| Жан Беленюк             | 24 января 1991   |             | Греко-римская борьба      | 2016 2020 2024                | 2020 — до 87 кг                                                                         |                             |        |
| Евгений Браславец       | 11 сентября 1972 |             | Парусный спорт            | 1996 2000 2004                | 1996 — 470                                                                              |                             |        |
| Олег Верняев            | 29 сентября 1993 |             | Спортивная гимнастика     | 2012 2016 2024                | 2016 — параллельные брусья                                                              |                             |        |
| Валерий Гончаров        | 19 сентября 1977 |             | Спортивная гимнастика     | 2000 2004 2008                | 2004 — параллельные брусья                                                              |                             |        |
| Яна Дементьева          | 23 октября 1978  |             | Академическая гребля      | 2004 2008 2012                | 2012 — четвёрки парные                                                                  |                             |        |
| Наталья Добрынская      | 29 мая 1982      |             | Лёгкая атлетика           | 2004 2008 2012                | 2008 — семиборье                                                                        |                             |        |
| Наталия Довгодько       | 7 февраля 1991   |             | Академическая гребля      | 2012                          | 2012 — четвёрки парные                                                                  |                             |        |
| Ольга Жовнир            | 8 июня 1989      |             | Фехтование                | 2008                          | 2008 — командная сабля                                                                  |                             |        |
| Владимир Кличко         | 25 марта 1976    |             | Бокс                      | 1996                          | 1996 — свыше 91 кг                                                                      |                             |        |
| Яна Клочкова (4)        | 7 августа 1982   |             | Плавание                  | 2000 2004                     | 2000 — 200 м комплекс 2000 — 400 м комплекс 2004 — 200 м комплекс 2004 — 400 м комплекс |                             |        |
| Анастасия Коженкова     | 19 января 1986   |             | Академическая гребля      | 2012 2016                     | 2012 — четвёрки парные                                                                  |                             |        |
| Алина Комащук           | 24 апреля 1993   |             | Фехтование                | 2016 2024                     | 2024 — командная сабля                                                                  |                             |        |
| Елена Костевич          | 14 апреля 1985   |             | Стрелковый спорт          | 2004 2008 2012 2016 2020 2024 | 2004 — пневм. пистолет, 10 м                                                            |                             |        |
| Елена Кравацкая         | 22 июня 1992     |             | Фехтование                | 2016 2024                     | 2024 — командная сабля                                                                  |                             |        |
| Инесса Кравец           | 5 октября 1966   |             | Лёгкая атлетика           | 1996                          | 1996 — тройной прыжок                                                                   | СССР · Объединённая команда |        |
| Василий Ломаченко (2)   | 17 февраля 1988  |             | Бокс                      | 2008 2012                     | 2008 — до 57 кг 2012 — до 60 кг                                                         |                             |        |
| Ярослава Магучих        | 19 сентября 2001 |             | Лёгкая атлетика           | 2020 2024                     | 2024 — прыжки в высоту                                                                  |                             |        |
| Игорь Матвиенко         | 17 мая 1971      |             | Парусный спорт            | 1996 2000 2004                | 1996 — 470                                                                              |                             |        |
| Ирина Мерлени           | 8 февраля 1982   |             | Вольная борьба            | 2004 2008 2012                | 2004 — до 48 кг                                                                         |                             |        |
| Николай Мильчев         | 3 ноября 1967    |             | Стрелковый спорт          | 2000 2004 2008 2016           | 2000 — скит                                                                             |                             |        |
| Юрий Никитин            | 15 июля 1978     |             | Прыжки на батуте          | 2004 2008 2012                | 2004 — мужчины                                                                          |                             |        |
| Вячеслав Олейник        | 27 апреля 1966   |             | Греко-римская борьба      | 1996 2000                     | 1996 — до 90 кг                                                                         |                             |        |
| Инна Осипенко-Радомская | 20 сентября 1982 |             | Гребля на байдарках       | 2000 2004 2008 2012           | 2008 — одиночки, 500 м                                                                  | Азербайджан                 |        |
| Александр Петрив        | 5 августа 1974   |             | Стрелковый спорт          | 2008                          | 2008 — скор. пистолет, 25 м                                                             |                             |        |
| Лилия Подкопаева (2)    | 15 августа 1978  |             | Спортивная гимнастика     | 1996                          | 1996 — личное многоборье 1996 — вольные упражнения                                      |                             |        |
| Галина Пундик           | 7 ноября 1987    |             | Фехтование                | 2008                          | 2008 — командная сабля                                                                  |                             |        |
| Виктор Рубан            | 24 мая 1981      |             | Стрельба из лука          | 2004 2008 2012 2016           | 2008 — личное первенство                                                                |                             |        |
| Екатерина Серебрянская  | 25 октября 1977  |             | Художественная гимнастика | 1996                          | 1996 — личное многоборье                                                                |                             |        |
| Наталья Скакун          | 3 августа 1981   |             | Тяжёлая атлетика          | 2000 2004                     | 2004 — до 63 кг                                                                         |                             |        |
| Тимур Таймазов          | 8 сентября 1970  |             | Тяжёлая атлетика          | 1996                          | 1996 — до 108 кг                                                                        | Объединённая команда        |        |
| Екатерина Тарасенко     | 6 августа 1987   |             | Академическая гребля      | 2008 2012                     | 2012 — четвёрки парные                                                                  |                             |        |
| Эльбрус Тедеев          | 5 декабря 1974   |             | Вольная борьба            | 1996 2000 2004                | 2004 — до 66 кг                                                                         |                             |        |
| Александр Усик          | 17 января 1987   |             | Бокс                      | 2008 2012                     | 2012 — до 91 кг                                                                         |                             |        |
| Ольга Харлан (2)        | 4 сентября 1990  |             | Фехтование                | 2008 2012 2016 2020 2024      | 2008 — командная сабля 2024 — командная сабля                                           |                             |        |
| Александр Хижняк        | 3 августа 1995   |             | Бокс                      | 2020 2024                     | 2024 — до 80 кг                                                                         |                             |        |
| Елена Хомровая          | 16 мая 1987      |             | Фехтование                | 2008                          | 2008 — командная сабля                                                                  |                             |        |
| Юрий Чебан (2)          | 5 июля 1986      |             | Гребля на каноэ           | 2004 2008 2012 2016           | 2012 — одиночки, 200 м 2016 — одиночки, 200 м                                           |                             |        |
| Рустам Шарипов          | 2 июня 1971      |             | Спортивная гимнастика     | 1996                          | 1996 — параллельные брусья                                                              | Объединённая команда        |        |
| Яна Шемякина            | 4 сентября 1990  |             | Фехтование                | 2008 2012 2016                | 2012 — личная шпага                                                                     |                             |        |

### Зимние Олимпийские игры
| Спортсмен(-ка)      | Дата рождения    | Дата смерти | Вид спорта       | Игры                     | Золото                   | Другие НОК | Ссылка |
| ------------------- | ---------------- | ----------- | ---------------- | ------------------------ | ------------------------ | ---------- | ------ |
| Александр Абраменко | 4 мая 1988       |             | Фристайл         | 2006 2010 2014 2018 2022 | 2018 — акробатика        |            |        |
| Оксана Баюл         | 16 ноября 1977   |             | Фигурное катание | 1994                     | 1994 — одиночное катание |            |        |
| Юлия Джима          | 19 сентября 1990 |             | Биатлон          | 2014 2018 2022           | 2014 — эстафета          |            |        |
| Елена Пидгрушная    | 9 января 1987    |             | Биатлон          | 2010 2014 2022           | 2014 — эстафета          |            |        |
| Валентина Семеренко | 18 января 1986   |             | Биатлон          | 2006 2010 2014 2018 2022 | 2014 — эстафета          |            |        |
| Вита Семеренко      | 18 января 1986   |             | Биатлон          | 2010 2014 2018           | 2014 — эстафета          |            |        |

## Статистика

### Чемпионы по видам спорта

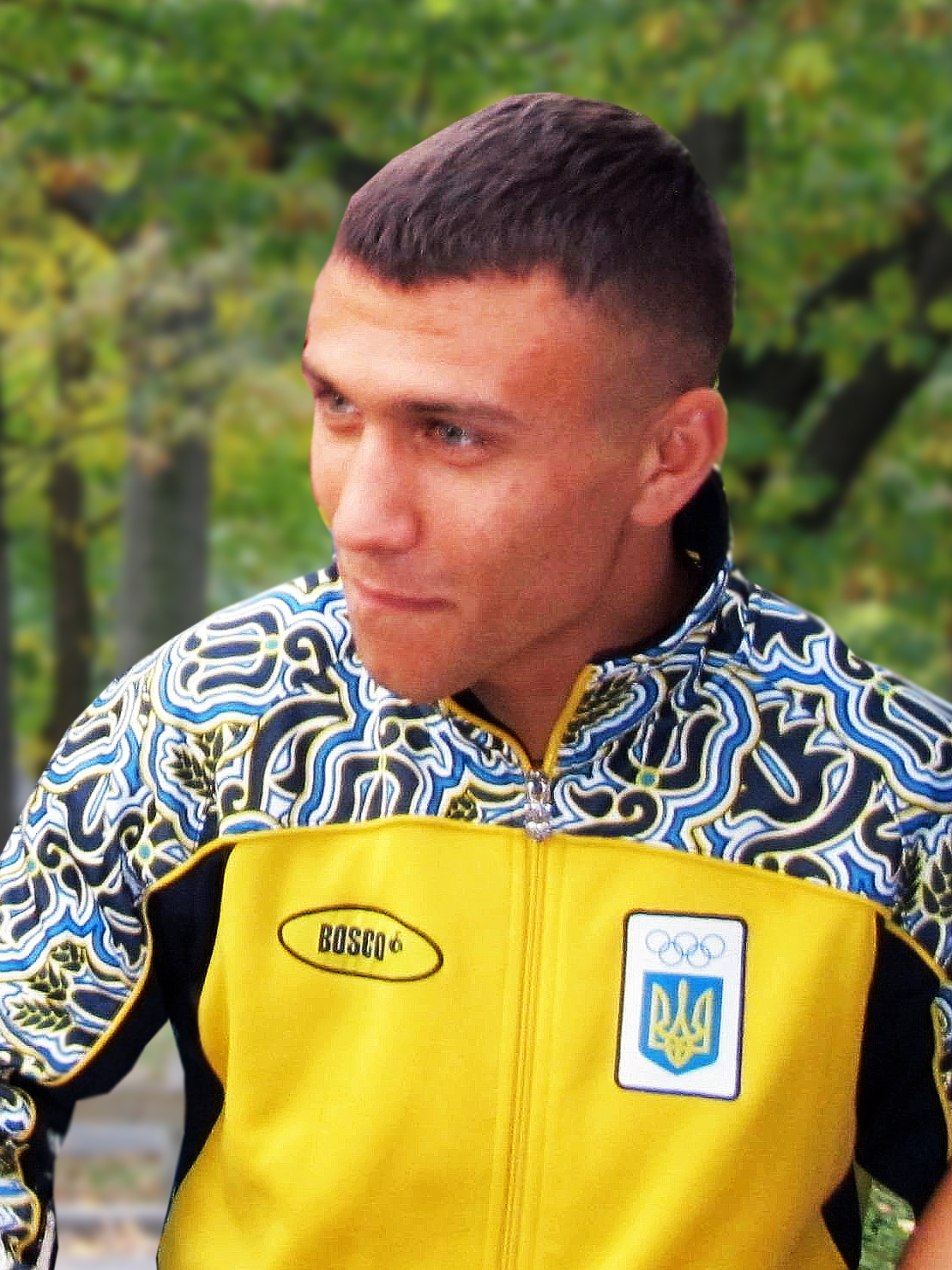
Двукратный олимпийский чемпион по боксу Василий Ломаченко

| Вид спорта                  | Всего | Мужчины | Женщины |
| --------------------------- | ----- | ------- | ------- |
| Фехтование                  | 8     | —       | 8       |
| Академическая гребля        | 4     | —       | 4       |
| Биатлон                     | 4     | —       | 4       |
| Борьба                      | 4     | 3       | 1       |
| Спортивная гимнастика       | 4     | 3       | 1       |
| Стрельба                    | 4     | 3       | 1       |
| Бокс                        | 4     | 4       | —       |
| Лёгкая атлетика             | 3     | —       | 3       |
| Гребля на байдарках и каноэ | 2     | 1       | 1       |
| Парусный спорт              | 2     | 2       | —       |
| Тяжёлая атлетика            | 2     | 1       | 1       |
| Плавание                    | 1     | —       | 1       |
| Прыжки на батуте            | 1     | 1       | —       |
| Стрельба из лука            | 1     | 1       | —       |
| Фигурное катание            | 1     | —       | 1       |
| Фристайл                    | 1     | 1       | —       |
| Художественная гимнастика   | 1     | —       | 1       |
| Всего                       | 47    | 20      | 27      |

### Чемпионы по количеству золотых медалей

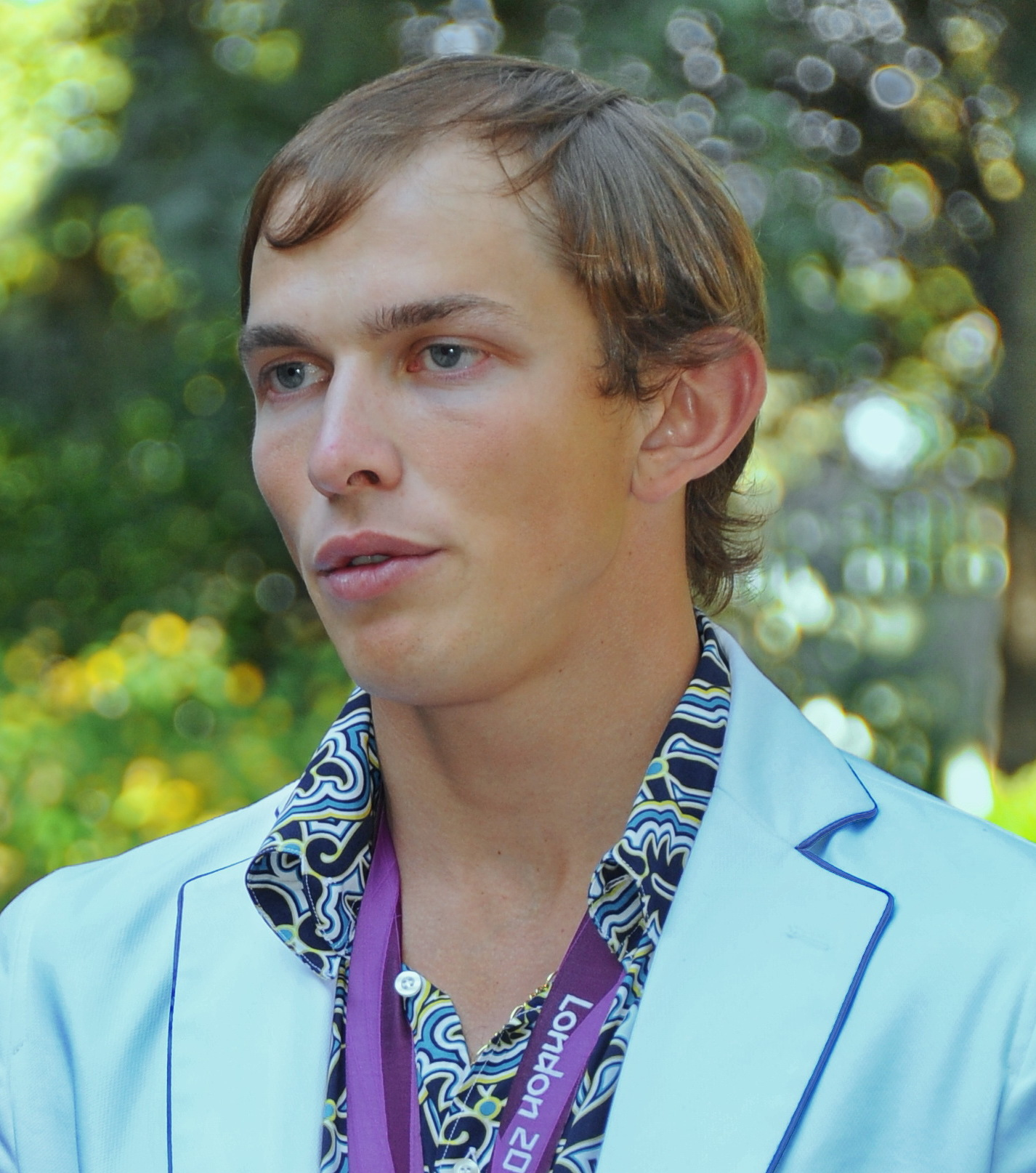
Двукратный олимпийский чемпион по гребле на каноэ Юрий Чебан

| Золотые медали | Спортсмены                                                    |
| -------------- | ------------------------------------------------------------- |
| Четыре         | Яна Клочкова                                                  |
| Три            | —                                                             |
| Две            | Василий Ломаченко, Лилия Подкопаева, Юрий Чебан, Ольга Харлан |
| Одна           | 42 человека                                                   |

### Чемпионы по месту рождения
| Регион                    | Всего | Мужчины | Женщины |
| ------------------------- | ----- | ------- | ------- |
| Винницкая область         | 1     |         | 1       |
| Волынская область         | 1     |         | 1       |
| Днепропетровская область  | 6     | 1       | 5       |
| Донецкая область          | 3     | 2       | 1       |
| Житомирская область       |       |         |         |
| Закарпатская область      |       |         |         |
| Запорожская область       |       |         |         |
| Ивано-Франковская область |       |         |         |
| Киевская область и Киев   | 4     | 1       | 3       |
| Кировоградская область    |       |         |         |
| Луганская область         |       |         |         |
| Львовская область         | 2     | 1       | 1       |
| Николаевская область      | 2     |         | 2       |
| Одесская область          | 3     | 3       |         |
| Полтавская область        | 1     | 1       |         |
| Ровненская область        |       |         |         |
| Сумская область           | 2     |         | 2       |
| Тернопольская область     |       |         |         |
| Харьковская область       | 4     | 3       | 1       |
| Херсонская область        | 2     | 1       | 1       |
| Хмельницкая область       | 4     |         | 4       |
| Черкасская область        |       |         |         |
| Черниговская область      |       |         |         |
| Черновицкая область       | 1     |         | 1       |
| АР Крым и Севастополь     | 3     | 1       | 2       |
| За пределами Украины      | 8     | 5       | 3       |

## Украинские спортсмены, лишённые золотых медалей
- Юрий Билоног — 2004, лёгкая атлетика, толкание ядра. Лишён награды в 2012 года за применение допинга.
- Алексей Торохтий — 2012, тяжёлая атлетика, до 105 кг. Лишён награды в 2019 году за применение допинга.